# Jean-Pierre Héritier
Jean-Pierre Héritier, född 13 april 1953, död 3 april 2020, var en schweizisk bågskytt. Han deltog vid olympiska sommarspelen 1972.